# Zakarias Tormóðsson
Zakarias Tormóðsson (død 1628) var en færøsk bonde og lagmand. Han stammede fra bygden Eiði på Eysturoy, hvor han var forpagter af 2 merkur kirkejord. Tormóðsson var medlem af Lagtinget i en længere årrække og var Færøernes lagmand fra 1608 til 1628.